# Kamen Rider Amazons
Kamen Rider Amazons (jap. 仮面ライダーアマゾンズ Kamen Raidā Amazonzu), znany też pod nazwą Amazon Riders – japoński internetowy serial tokusatsu, de facto dwudziesta siódma odsłona serii Kamen Rider, choć mimo to nie jest zaliczana do kanonu. Serial został stworzony przez Toei Company przy współpracy z firmą Amazon.com jako luźna adaptacja serialu Kamen Rider Amazon z roku 1974. Główna emisja odbywała się na internetowym kanale Amazon Prime. 
Serial liczy łącznie 26 odcinków, jednak podzielony jest na dwa trzynastoodcinkowe sezony. Premiera sezonu pierwszego miała miejsce od 1 kwietnia do 24 czerwca 2016, zaś drugiego od 7 kwietnia do 30 czerwca 2017. Zwieńczeniem historii opowiedzianej w serialu jest film Kamen Rider Amazons: Dzień Sądu (仮面ライダーアマゾンズ THE MOVIE 最後ノ審判 Kamen Raidā Amazonzu Za Mūbī Saigo no Shimpan), którego premiera odbyła się 19 maja 2018.
Slogan serialu to "Polowanie rozpoczęte!" (jap. 狩り、開始! Kari, kaishi!).

## Fabuła
Korporacja farmaceutyczna Nozama wyhodowała mutagenne komórki, które przeobraziły się w potwory zwane Amazonami. Komórki te do poprawnego funkcjonowania potrzebują białka, którego najlepszym źródłem jest ludzkie mięso. Dwa lata po wypadku podczas którego Amazony uciekły na wolność komórki w ich ciałach aktywowały się, przez co monstra rozpoczęły polowanie na ludzi. Korporacja Nozama powołała grupę najemników tępiących potwory, w skład której wchodzi udomowiony Amazon nazywany Mamoru. Podczas jednego z polowań ekipa natrafia na młodzieńca Harukę Mizusawę oraz dawnego pracownika korporacji Nozama - Jina Takayamę. Zarówno Haruka, jak i Jin są Amazonami, jednak stoją po stronie ludzkości i walczą z innymi monstrami jako dwaj Amazon Riderzy - Omega i Alpha. Z czasem Haruka dołącza do drużyny tępicieli. Takayama zaś, jako twórca komórek Amazonów, postanawia odkupić swój błąd i wybić wszystkie monstra, przez co na jego celowniku znajdują się i Haruka, i Mamoru. Korporacja Nozama postanawia wdrożyć plan o kryptonimie Tlaloc, który zakłada eksterminację wszystkich Amazonów za pomocą specjalnego gazu rozpylonego podczas deszczowego dnia. Plan powodzi się, zaś przy życiu zostaje tylko jedna czwarta Amazonów, w tym Haruka, Jin i Mamoru.
Drugi sezon rozpoczyna się pięć lat po zakończeniu pierwszego i bankructwie korporacji Nozama. Głównym bohaterem jest nastolatek Chihiro, który ma moc przemiany w Kamen Ridera Amazona Neo. Walczy on z nowym rodzajem Amazonów, które powstają w wyniku zarażenia się przez człowieka komórkami Amazonów. Zostaje on siłą wciągnięty w nowy oddział tępicieli, zwany skrótowo 4C, w którym poznaje martwą dziewczynę o imieniu Iyu, którą po wskrzeszeniu przemieniono w Amazona. Iyu jako ożywione zwłoki nie posiada uczuć, jednak ma przebłyski dotyczące jej zapomnianej przeszłości. Chłopak postanawia pomóc jej odzyskać wspomnienia. Tymczasem okazuje się, że Chihiro jest synem Jina narodzonym krótko po operacji Tlaloc. Haruka odkrywa, że to właśnie komórki Chihiro były przyczyną zakażeń ludzi i ich zmian w potwory. Mimo że Chihiro nie był świadomy zagrożenia, jakim sam jest, musi zostać uśmiercony wbrew swojej woli.      

## Odcinki
Tytuły wszystkich odcinków są w języku angielskim i odpowiadają kolejnym literom alfabetu łacińskiego. Pierwszy i ostatni odcinek noszą tę samą nazwę, jednak odpowiadają innym literom.

### Sezon 1
1. Amazony (AMAZONZ)
2. Wewnętrzna bestia (BEAST INSIDE)
3. Kolonia mrówek (COLONY OF ANTS)
4. Giń albo zabijaj (DIE OR KILL)
5. Oczy w ciemności (EYES IN THE DARK)
6. O co walczę (FOR WHAT I FIGHT)
7. Gra rzeźników (GAME OF THE BUTCHERS)
8. Bohater czy nie (HERO OR NOT)
9. Garnek kanibala (INTO THE CANNIBAL'S POT)
10. Dzień zabijania (KILLING DAY)
11. Zagubione we mgle (LOST IN THE FOG)
12. M (M)

### Sezon 2
1. Neo (NEO)
2. Sieroty (ORPHANS)
3. Osoba niepożądana (PERSONA NON GRATA)
4. Dokąd idziesz (QUO VADIS)
5. Pnące się róże (RAMBLING ROSES)
6. Czasy szkolne (SCHOOLDAYS)
7. Trzeci stopień (THE THIRD DEGREE)
8. Ukryty (UNDER WRAPS)
9. Znikające skrzydło (VANISHING WING)
10. Droga donikąd (WAY TO NOWHERE)
11. Przekraczanie Rubikonu (XING THE RUBICON)
12. Droga z żółtym brukiem (YELLOW BRICK ROAD)
13. Amazony (AMAZONZ)

## Obsada
- Haruka Mizusawa / Kamen Rider Amazon Omega: Tomu Fujita
- Jin Takayama / Kamen Rider Amazon Alpha: Masashi Taniguchi (także Nagare Tatsumi/Go Niebieski w Kyuukyuu Sentai GoGo Five)
- Mizuki Mizusawa: Rena Takeda
- Reika Mizusawa: Takako Katō
- Nanaha Izumi: Ayu Higashi
- Mamoru: Ryōta Kobayashi
- Makoto Shidō: Mitsutoshi Shundō
- Kōta Fukuda: Kazuya Tanabe
- Kazuya Misaki: Katsuya
- Nozomi Takai: Kanon Miyahara
- Ryūsuke Ōtaki: Ryōma Baba (także Ryuji Iwasaki/Niebieski Buster w Tokumei Sentai Go-Busters)
- Jun Maehara / Kamen Rider Amazon Sigma: Hiroshi Asahina
- Shōgo Kanō: Toshimasa Komatsu
- Yūgo Tachibana: Yū Kamio (także Kiyoto Maki w Kamen Rider OOO i Shotaro Kamiki w Ultraman X)
- Takaaki Tenjō: Takashi Fujiki
- Chihiro / Kamen Rider Amazon Neo: Yō Maejima
- Iyu Hoshino: Ayana Shiramoto
- Hiroki Nagase: Eiji Akaso (później także Ryuga Banjou w Kamen Rider Build)
- Takumi Yamashita: Kairi Miura
- Kenta Kitamura: Shōhei Dōmoto
- Takeshi Kurosaki: Kōta Miura
- Ichirō Fudamori: Yoshito Momiki

## Źródła i linki zewnętrzne
- Oficjalna strona serialu (jap.)